# Sorin Stati
Sorin Stati (1er février 1932 à Bucarest en Roumanie - mort le 16 janvier 2008 à Paris) est un linguiste roumain.
En 1971, il s'est établi en Italie où il a obtenu la nationalité italienne.

## Biographie
- 1950-1954 : faculté de lettres.
- 1967 : doctorat en linguistique générale avec la thèse : Théorie et méthode en syntaxe, publiée aux éditions de l’Académie Roumaine et traduite en italien,  Teoria e metodo nella sintassi, Bologna il mulino, 1972.
- 1978 : doctorat d’état avec la mention très honorable soutenu à la Sorbonne avec la thèse Le système sémantique des adjectifs dans la langue roumaine, publiée aux éditions Jean Fayard (1979).

## Livres
- 1961: Limba latină în inscripțiile din Dacia și Sciția Minor.
- 1963: Dicționar ceh-român (with Felix, J. et al.).
- 1964: Cuvinte românești. O poveste a vorbelor.
- 1966: Introducere în lingvistica matematică (with Marcus, S./Nicolau, E.).
- 1967: Teorie și metodă în sintaxă.
- 1967: Călătorie lingvistică în țara muzelor.
- 1968: Limbaj, logică, filozofie (with Marcus, S./Popa, C./Enescu, G./Boboc, A.).
- 1970: Analize sintactice și stilistice (with Bulgăr, G.).
- 1971: Interferențe lingvistice.
- 1971: Introduzione alla linguistica matematica. (Italian translation of Stati 1966)
- 1971: Tratat de lingvistică generală (with Graur, A./Wald, L.).
- 1972: Teoria e metodo nella sintassi. (Italian translation of stati 1967)
- 1972: Elemente de analiză sintactică.
- 1972: Educație și limbaj.
- 1973: Douăzeci de scrisori despre limbaj.
- 1974: Il significato della parole.
- 1974: Dizionario italiano-romeno e romeno-italiano (with Stati, Y.).
- 1976: La sintassi.
- 1977: Teorie sintattiche del Novecento.
- 1978: Manuale di semantica descrittiva.
- 1978: Introducción en la lingüística matematica. (Spanish translation of Stati 1966)
- 1979: La sémantique des adjectifs en langues romanes.
- 1979: La sintaxis. (Spanish translation of Stati 1976)
- 1982: Il dialogo, Considerazioni di linguistica pragmatica.
- 1985: Editor (with Ducos, G.) of: Actes du XI Colloque de linguistique fonctionnelle, Bologne 1984.
- 1985: Cinque miti della parola. Lezioni di lessicologia testuale.
- 1990: Le transphrastique.
- 1992: Editor (with Hundsnurscher, F/Weigand, E.) of: Dialoganalyse III. Referate der 3. Arbeitstagung Bologna 1990, 2 vol.
- 1993: Editor (with Weigand, E.) of: Methodologie der Dialoganalyse.
- 2002: Principi di analisi argomentativa, Pàtron.